# Tjekkiet ved sommer-OL 2020
Tjekkiet deltog under Sommer-OL 2020 i Tokyo, som blev afviklet i perioden 23. juli til 8. august 2021.

## Medaljer
| 2020 Tokyo | Guld | Sølv | Bronze | Total |
| Tjekkiet   | 4    | 4    | 3      | 11    |

### Medaljevinderne
| Tjekkiet under sommer-OL 2020 i Tokyo | Tjekkiet under sommer-OL 2020 i Tokyo | Tjekkiet under sommer-OL 2020 i Tokyo | Tjekkiet under sommer-OL 2020 i Tokyo | Tjekkiet under sommer-OL 2020 i Tokyo |
| Medalje                               | Navn                                  | Sport                                 | Event                                 | Dato                                  |
| ------------------------------------- | ------------------------------------- | ------------------------------------- | ------------------------------------- | ------------------------------------- |
| Guld                                  | Jiří Lipták                           | Skydning                              | Mændenes trap                         | 29. juli                              |
| Guld                                  | Jiří Prskavec                         | Kano og kajak                         | K1 slalom                             | 30. juli                              |
| Guld                                  | Lukáš Krpálek                         | Judo                                  | Men's +100 kg                         | 30. juli                              |
| Guld                                  | Barbora Krejčíková Kateřina Siniaková | Tennis                                | Damedouble                            | 1. august                             |
| Sølv                                  | Lukáš Rohan                           | Kano og kajak                         | Men's slalom C-1                      | 26. juli                              |
| Sølv                                  | David Kostelecký                      | Skydning                              | Mændenes trap                         | 29. juli                              |
| Sølv                                  | Markéta Vondroušová                   | Tennis                                | Damesingle                            | 31. juli                              |
| Sølv                                  | Jakub Vadlejch                        | Atletik                               | Mændenes spydskast                    | 7. august                             |
| Bronze                                | Alexander Choupenitch                 | Fægtning                              | Men's foil                            | 26. juli                              |
| Bronze                                | Josef Dostál Radek Šlouf              | Kano og kajak                         | Mændenes K2 1000 m                    | 5. august                             |
| Bronze                                | Vítězslav Veselý                      | Atletik                               | Mændenes spydskast                    | 7. august                             |